# George Fisher

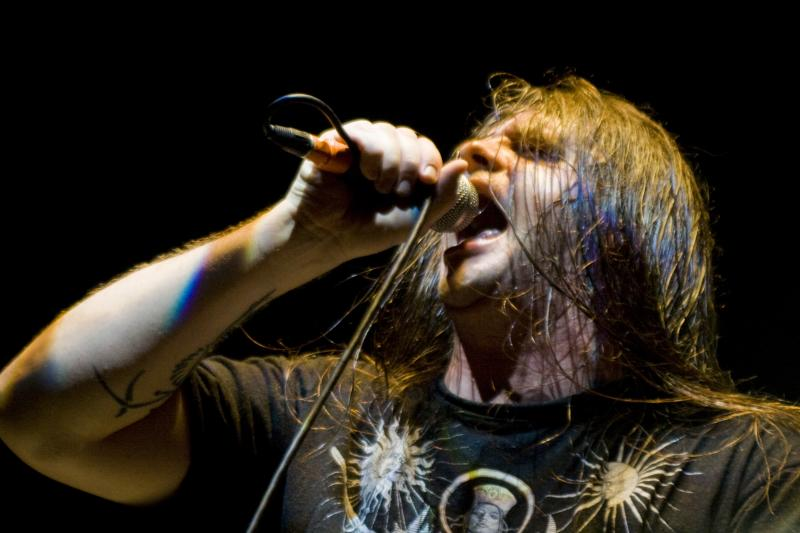
George Fisher

George "Corpsegrinder" Fisher (8 juli 1970) is de zanger van de Amerikaanse deathmetalband Cannibal Corpse. Fisher verving Chris Barnes toen die in 1995 tijdens de opnames van het album Vile uit de groep werd gezet. Fisher is een fervent speler van World of Warcraft en andere (online-) games.

## Discografie
- 1996: Vile
- 1998: Gallery of Suicide
- 1999: Bloodthirst
- 2000: Live Cannibalism
- 2002: Gore Obsessed
- 2004: The Wretched Spawn
- 2006: Kill
- 2009: Evisceration Plague
- 2012: Torture
- 2014:   A Skeleton Domain
- 2017: Red Before Black
- 2021: Violence Unimagined

- International Standard Name Identifier: 0000 0004 0703 3278
- MusicBrainz: 2ded9132-ec61-4b79-9275-b3e0e534a5d5
- Nationale Bibliotheek van Tsjechië: xx0129126
- Virtual International Authority File: 160225646